# 夜のてのひら
「夜のてのひら」（よるのてのひら）は、1986年10月21日にリリースされた岩崎宏美の41枚目のシングル。
企画品番　SV-9179

## 解説
- 自身5作目となる日本テレビ系『火曜サスペンス劇場』の主題歌[1][2]。
- B面曲の「せつなさのバランス」は、発売当時、シングル・カセットにだけ別バージョンである「せつなさのバランス-Lonely Long Dream-」が追加収録されているが、2007年に『紙ジャケットコレクション』として未CD化を含むアルバム一斉復刻の際、「よくばり+10」のボーナス・トラックとして初めてCD-DA化された。

## 収録曲
- 全曲作詞：来生えつこ／作曲：筒美京平／編曲：武部聡志

1. 夜の手のひら（4分27秒）
2. せつなさのバランス（3分51秒）
3. せつなさのバランス -Lonely Long Dream-
  - シングルカセットにのみ収録